# جی-دبلیو بیسیک
جی-دبلیو بیسیک، لهجه‌ای از زبان برنامه‌نویسی بیسیک است که توسط مایکروسافت از بیسیکای آی‌بی‌ام توسعه یافته‌است و از نظر عملکردی مشابه با بیسیکا است و مفسر بیسیک آن یک فایل اجرایی کاملاً مستقل است و نیازی به رام بیسیک موجود در کامپیوتر اصلی IBM ندارد.